# Дзюба Лілія Дмитрівна
Лілія Дмитрівна Дзюба (нар. 1 січня 1943, Євпаторія—3 січня 1983, Київ) — радянська актриса.

## Біографія
Народилася 1 січня 1943 року у Євпаторії. У 1965 році закінчила ВДІК. Померла 3 січня 1983 року у Києві.

## Фільмографія
- «Біля твого порогу» (1962)
- «Три доби після безсмертя» (1963)
- «Бур'ян» (1966)
- «Зайвий хліб» (1966)
- «Тридцять три хвилини мовчання» (1969)
- «Серце Бонівура» (1969)
- «Варчина земля» (1969)
- «Та сама ніч» (1969)
- «Як гартувалась сталь» (1973)
- «Юркові світанки» (1974)
- «Народжена революцією» (1975)
- «Підпільний обком діє» (1978)
- «Школа» (1980)
- «Житіє святих сестер» (1982)

## Дублювання та озвучення російською
- «Хто отримає ананас?» — (російське озвучення кіностудії «Київнаукфільм»)
- «Ти моє життя» — (російський дубляж кіностудії ім.Довженко)
- «Таємниці мукама» — (російський дубляж кіностудії ім.Довженко)
- «Телефон поліції 110» — (російський дубляж кіностудії ім.Довженко)
- «Дим картоплиння» — (російський дубляж кіностудії ім.Довженко)
- «Союз племені ірокезів» — (російський дубляж кіностудії ім.Довженко)
- «Джек в країні чудес» — (російський дубляж кіностудії ім.Довженко)
- «Принци-лебеді» — (російський дубляж кіностудії ім.Довженко)
- «Дванадцять місяців» — (російський дубляж кіностудії ім.Довженко)